# Fogarasi Béla
Fogarasi Béla, születési és 1902-ig használt nevén Fried Béla (Budapest, 1891. július 25. – Budapest, 1959. április 28.) Kossuth-díjas filozófus, egyetemi tanár, a Magyar Tudományos Akadémia tagja, 1953–1956 között a Marx Károly Közgazdaságtudományi Egyetem rektora.

## Életútja

### Pályakezdése
Apja Fried Sámuel (1848–1924) orvos, anyja Schütz Eugénia volt. Budapesten a VII. kerületi állami gimnáziumban tett érettségit, majd jelentkezett a Budapesti Tudományegyetemre. Még nem volt húszéves, amikor megjelent és elismerést aratott Henri Bergson Bevezetés a metafizikába című munkájának fordításával. Érdeklődésének középpontjában ekkoriban a pragmatizmus nyelvkritikai filozófiai irányzata állt. 1913-ban befejezte egyetemi tanulmányait, és Az ítélet voluntarisztikus elmélete című disszertációjával megszerezte a doktori címet. Az őszirózsás forradalomig egy budapesti felsőkereskedelmi iskolában tanított.
1915 decemberében Lukács György, Balázs Béla és Mannheim Károly mellett egyik fő elindítója és törzstagja volt a Vasárnapi Társaságnak (más néven Vasárnap Körnek). A kör aktív tagjai 1917 márciusában elindították a Szellemi Tudományok Szabad Iskoláját, ahol Fogarasi rendszeres filozófia előadóként szerepelt. Személye összekötő kapocs volt a Vasárnap Társaság és a Társadalomtudományi Társaság között. 1918. március 5-én Konzervatív és progresszív idealizmus címmel megtartott vitaindító előadása már a szabad iskolát integrált Társadalomtudományi Társaság keretében hangzott el. Hozzászólt többek között Szabó Ervin, Jászi Oszkár, Lukács György, Varjas Sándor és Fülep Lajos. Különösen Szabó Ervin kritikai fellépésének hatása és jelentősége emelendő ki, mivel addigi munkásságát, alapos tudását nagy tekintély és rokonszenv övezte a fiatalok között. Szerepet vállalt a galileisták akcióiban is.
1918 decemberében Fogarasi – Lukács és Varjas társaságában – belépett az újonnan alakult Kommunisták Magyarországi Pártjába. A Vörös Ujság szerkesztője lett. A Forradalmi Kormányzótanács a Közoktatásügyi Népbiztosságon a főiskolai ügyek vezetőjévé nevezte ki, feladatául a felsőoktatás átszervezését jelölték meg. Létrehozta és vezette a Marx–Engels Munkásegyetemet. Közben a rendelkezésre álló viszonylag szegényes szakirodalomból – például a Szabó Ervin által kiadott Marx–Engels válogatott műveiből – „gyorstalpalószerűen” képezte magát, de marxista elméleti felkészültsége ebben az időben még meglehetősen hiányos volt. A Tanácsköztársaság idején a sakkügyek kormánybiztosa, a sakkdirektórium elnöke volt.

### Emigrációban
A Magyarországi Tanácsköztársaság megdöntése után Bécsbe emigrált. Szellemi fejlődésének fontos állomása volt a Landler Jenő szerkesztésében indult Európa ismeretterjesztő könyvtár egyik számaként megjelent hosszabb tanulmánya Bevezetés a marxi filozófiába címmel. A mű egyik legnagyobb érdeme az elmélet és gyakorlat egységének kiemelt tárgyalása. 1921 és 1930 között Berlinben az NKP Központi Bizottságának munkatársaként tevékenykedett. Az 1930-as évek elejétől Moszkvában, a Komintern központjában dolgozott. 1933-tól a Szovjetunió Tudományos Akadémiájának munkatársa volt. A Varga Jenő által vezetett Világgazdasági és Világpolitikai Intézet munkatársaként egy ideig elsősorban gazdasági kérdésekkel foglalkozott. 1934-ben egyetemi tanárrá nevezték ki. Részt vett az Új Hang című emigráns folyóirat szerkesztésében.

### Hazatérése után
1945-ben hazatért. A Társadalmi Szemle főszerkesztőjévé, egyetemi tanárrá, 1953-ban a Közgazdasági Egyetem rektorává nevezték ki. 1948-ban az MTA tagja, 1955-től elhunytáig alelnöke volt. 1952-ben Kossuth-díjban részesült. 1957-ben az MSZMP KB tagjává választották. Az MTA Filozófiai Intézetének első igazgatója, a Magyar Filozófiai Szemle című folyóirat alapító főszerkesztője volt.

## Munkássága
Fogarasi legismertebb, legnagyobb hatású elméleti munkája Logika címmel jelent meg 1951-ben. Rendkívüli hatása annak volt köszönhető, hogy a marxista logika, avagy a dialektikus logika a 20. század közepén még kidolgozatlan, ezért az egyik első, teljességre törekvő, dialektikus megközelítésű munkának tekinthető e tárgykörben. Több nyelvre lefordították, számos kiadást ért meg nemcsak magyar nyelven, hanem például németül is. Fogarasi a személyi kultusz elvárásainak megfelelően Sztálint számos esetben túlértékelte, sőt dicsőítette.
Logikai munkásságának egyik legautentikusabb folytatója Erdei László (1920–1996) volt.

## Főbb művei, fordításai
- Henri Bergson: Bevezetés a metafizikába. Modern Könyvtár, 1910. 9. sz. (bevezetés és fordítás)
- Az ítélet voluntarisztikus elmélete. Athenaeum, 1913 Első füzet.
- Tudomány és vallás a jelenkori philosophiában. 1914 (fordítás)
- A munka problémája. Szabadgondolat, 1919. január
- A tudományos kutatás jövőjéről. Fáklya, 1919. április 24.
- A szellemi tudományok jövőjéről. Fáklya, 1919. május 1.
- Kommunista politika – kommunista kultúra. Közoktatási Népbiztosság, 1919
- Bevezetés a marxi filozófiába. Európa Ismeretterjesztő Könyvtár, 5. sz. Bécs, 1922. és in A magyar marxista filozófia a két világháború között. Kossuth, Budapest, 1979. 35–65. o.
- Emil Lask és a neokantianizmus felbomlása. Vesztnyik Kommunyisztyicseszkoj Akagyemii, Moszkva, 1924 (oroszul)
- A dialektika XIX. századi történetéből. Vesztnyik Kommunyisztyicseszkoj Akagyemii, Moszkva, 1927 (oroszul) és in Tudomány és szocializmus. Akadémiai, Budapest, 1956. 187–195. o. (magyarul)
- Természet és társadalom Marx és Engels megvilágításában. 1929 (ukránul)
- Die Soziologie der Intelligenz und die Intelligenz der Soziologie. Unter dem Banner des Marxismus, 1930. (magyarul a Marxizmus és logika függelékében)
- Dialektik und Sozialdemokratie. Unter dem Banner des Marxismus, 1931
- Krisen-Sozialismus. Unter dem Banner des Marxismus, 1935
- Lenins Lehre von der Arbeiteraristokratie. Unter dem Banner des Marxismus, 1935
- Engels születésének 120. évfordulója. Világgazdasági Intézet, Moszkva, 1940 (oroszul)
- A fasizmus, mint a tudomány és kultúra ellensége. Moszkva, 1942 (oroszul)
- Fogarasi Béla–Illés Bélaː Magyar-orosz történelmi kapcsolatok; Magyar-Szovjet Művelődési Társaság, Budapest, 1945 (Jó szomszédság könyvtára)
- Die Zerstörung der Kultur in Deutschland unter der Herrschaft des Faschismus. Berlin, 1946 (az előző munka kibővített, aktualizált változata; magyarul A fasizmus a tudomány ádáz ellensége. In Filozófiai előadások és tanulmányok. Akadémiai, Budapest, 1952. 171–187. o.)
- Marxizmus és logika. Szikra, Budapest, 1946
- Tudomány és demokrácia. Szikra, Budapest, 1948
- Lenin és a dialektika. Szakszervezeti Tanács I., 1948
- Az ellentétek egysége. Tanulmány az arisztotelészi és a dialektikus logika viszonyáról. Egyetemi Nyomda, Budapest, 1949
- A materializmus és az idealizmus harca a modern filozófiában. Szikra, Budapest, 1949
- Társadalmi lét és társadalmi tudat az átmeneti korszakban. MTA II. Osztály Közleményei, 1950 (Különlenyomat)
- Logika. Akadémiai, Budapest, 1951, 1953, 1955, átdolgozva 1958
- Filozófiai előadások és tanulmányok. Akadémiai, Budapest, 1952
- Materializmus és „fizikai” idealizmus. Akadémiai, Budapest, 1952. Különlenyomat. Filozófiai évkönyv. Akadémiai Kiadó, Budapest, 1952
- Marx – a tudományos kommunizmus megalapozója. Akadémiai, Budapest, 1953 (Különlenyomat)
- Még egyszer a fizikai idealizmus kritikájához. Filozófiai évkönyv. Akadémiai, Budapest, 1956
- Tudomány és szocializmus. Akadémiai, Budapest, 1956
- Lenin és a tudomány. Akadémiai, Budapest, 1956 (Különlenyomat)
- Hegel dialektikus logikája. Akadémiai, Budapest, 1957 (Különlenyomat)
- A filozófia története Kanttól – Hegelig; Központi Pedagógus Továbbképző Intézet, Budapest, 1958
- Lukács György filozófiai koncepciójáról. A Béke és Szocializmus Kérdései, 1959. 6. sz.